# Jurakudai

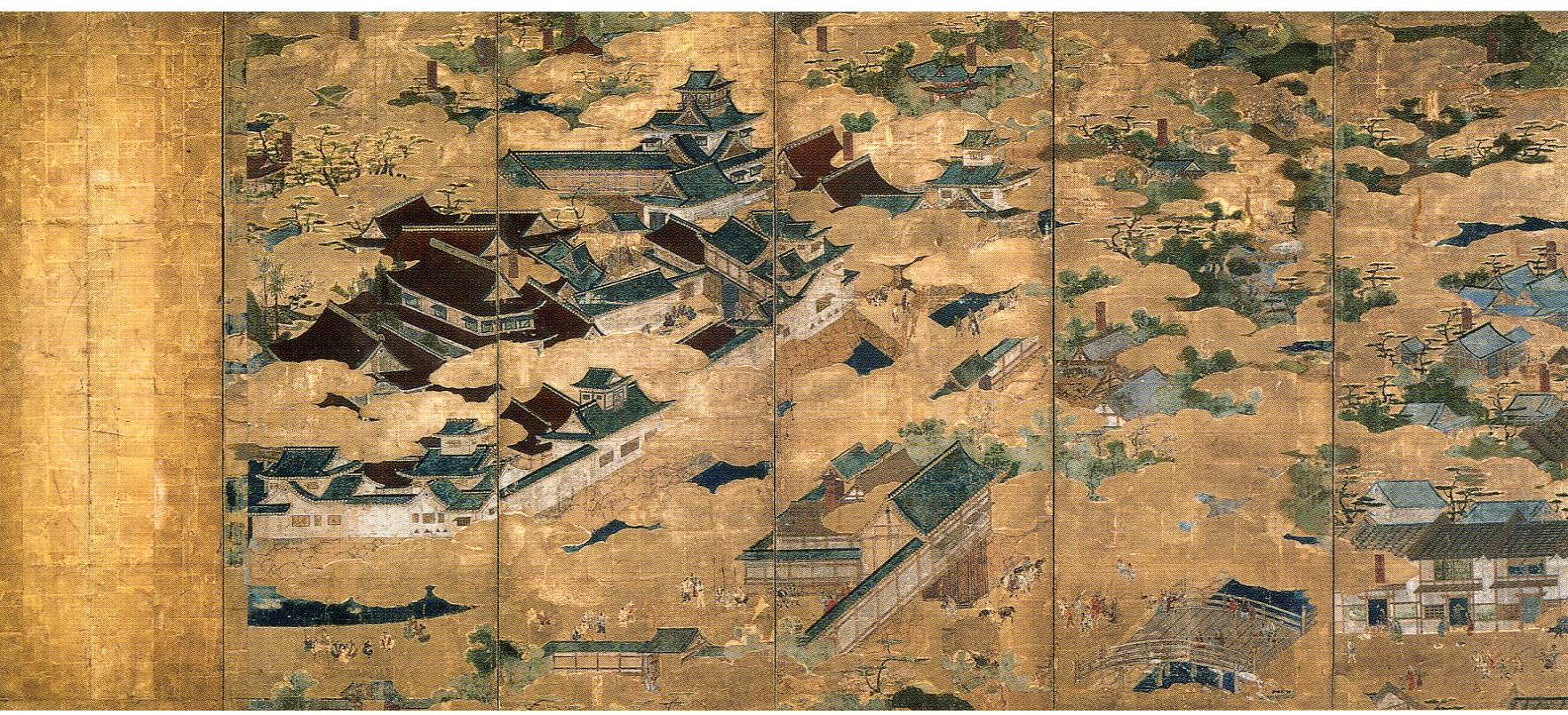
Tranh vẽ Jurakudai

Jurakudai hay Jurakutei (聚楽第) (Tụ Lạc Đệ) là một dinh thự xa hoa xây dựng theo lệnh của Toyotomi Hideyoshi ở Kyoto, Nhật Bản. Khởi công năm 1586, khi Hideyoshi nhận tước vị kanpaku, và mất 19 tháng. Vị trí của nó ngày nay ở Kamigyō, trên nền cung điện hoàng gia thời Heian.
Hideyoshi chuyển đến Jurakudai từ thành Osaka sau khi hoàn thành, ngay sau chiến thắng trước gia tộc Shimazu ở Kyūshū. Ông lấy đây làm đầu não cho sự thống trị của mình.
Năm 1588, Hideyoshi tổ chức một lễ hội hoành tráng để chào mừng lễ đăng quang của Thiên Hoàng Go-Yōzei trước các daimyo. Ông cũng gặp Tokugawa Ieyasu ở đây. Ông dành nơi ăn ở cho Sen no Rikyu ở nơi đây, và chủ trì Lễ trà đạo Kitano nổi tiếng ở gần Kitano năm 1587.
Hideyoshi từ chức Kanpaku năm 1591, và cháu trai Toyotomi Hidetsugu lãnh chức trách này, lấy dinh thợ ở Jurakudai. Hidetsugu hai lần được đón tiếp Thiên Hoàng đến thăm. Năm 1594, thành Fushimi khởi công, và năm 1595, khi Hidetsugu mổ bụng tự sát, Jurakudai bị tháo dỡ, nhiều phần được mang đến để xây dựng lâu đài Fushimi.
Người ta nói rằng vàng lá được giát vào mái của Jurakudai. Mặc dù, đây chỉ là dinh thự, nhưng cũng có các công trình phòng vệ và hào nước như các lâu đài khác. Vài kiến trúc của Jurakudai vẫn còn, trong đó có Hiun-kaku ở chùa Nishi Hongan-ji, cổng Trung Hoa ở chùa Daitoku-ji, và cồng trước của chùa Myōkaku-ji (tất cả đều ở Kyoto).
Khai quật gần đây đã tìm thấy một vài viên ngói phủ vàng lá.

## Link liên ngoài
- Discovery of tiles Lưu trữ ngày 4 tháng 6 năm 2006 tại Wayback Machine (tiếng Nhật)